# Субпрефектура Сан-Матеус
Субпрефектура Сан-Матеус (порт. Subprefeitura de São Mateus) — одна з 31 субпрефектури міста Сан-Паулу, розташована на сході міста. Її повна площа 45,8 км², населення понад 422 тис. мешканців. Складається з 3 округів:
- Сан-Матеус (São Mateus)
- Сан-Рафаел (São Rafael)
- Ігуатемі (Iguatemi)